# Eduard Stettler
Eduard Stettler (* 5. Februar 1880 in Bern; † 21. Oktober 1940 ebenda) war Jurist.
Aus der Berner Patrizierfamilie Stettler stammend, war er materiell unabhängig und konnte als Junggeselle frei über seine Zeit verfügen. In Heidelberg und Bern hatte er Jura, Soziologie und andere Fächer studiert. Als Obmann der Berner Gesellschaft zu Ober-Gerwern war er vielen Leuten Anlaufstelle bei rechtlichen Problemen, außerdem gründete der starke Raucher eine Trinkerheilanstalt.
Stettler hatte 1908 Esperanto erlernt. Zwischen 1920 und 1934 saß er zweimal dem Esperanto-Weltbund vor.